# Communauté de communes des Corbières
Die Communauté de communes des Corbières ist ein ehemaliger französischer Gemeindeverband mit der Rechtsform einer Communauté de communes im Département Aude in der Region Okzitanien. Sie wurde am 19. Dezember 2012 gegründet und umfasste 15 Gemeinden. Der Verwaltungssitz befand sich im Ort Durban-Corbières.

## Historische Entwicklung
Mit Wirkung vom 1. Januar 2017 fusionierte der Gemeindeverband mit der Communauté de communes Salanque Méditerranée und bildete so die Nachfolgeorganisation Communauté de communes Corbières Salanque Méditerranée.

## Ehemalige Mitgliedsgemeinden
1. Cucugnan
2. Duilhac-sous-Peyrepertuse
3. Durban-Corbières
4. Embres-et-Castelmaure
5. Fontjoncouse
6. Maisons
7. Montgaillard
8. Padern
9. Paziols
10. Rouffiac-des-Corbières
11. Saint-Jean-de-Barrou
12. Soulatgé
13. Tuchan
14. Villeneuve-les-Corbières
15. Villesèque-des-Corbières